# Mould Bay
Mould Bay, Mould Inlet – zatoka cieśniny Crozier Channel, wcinająca się w Wyspę Księcia Patryka na Archipelagu Arktycznym. Zatoka ma długość około 40 km, a w najszerszym miejscu (u ujścia) mierzy ok. 10 km.

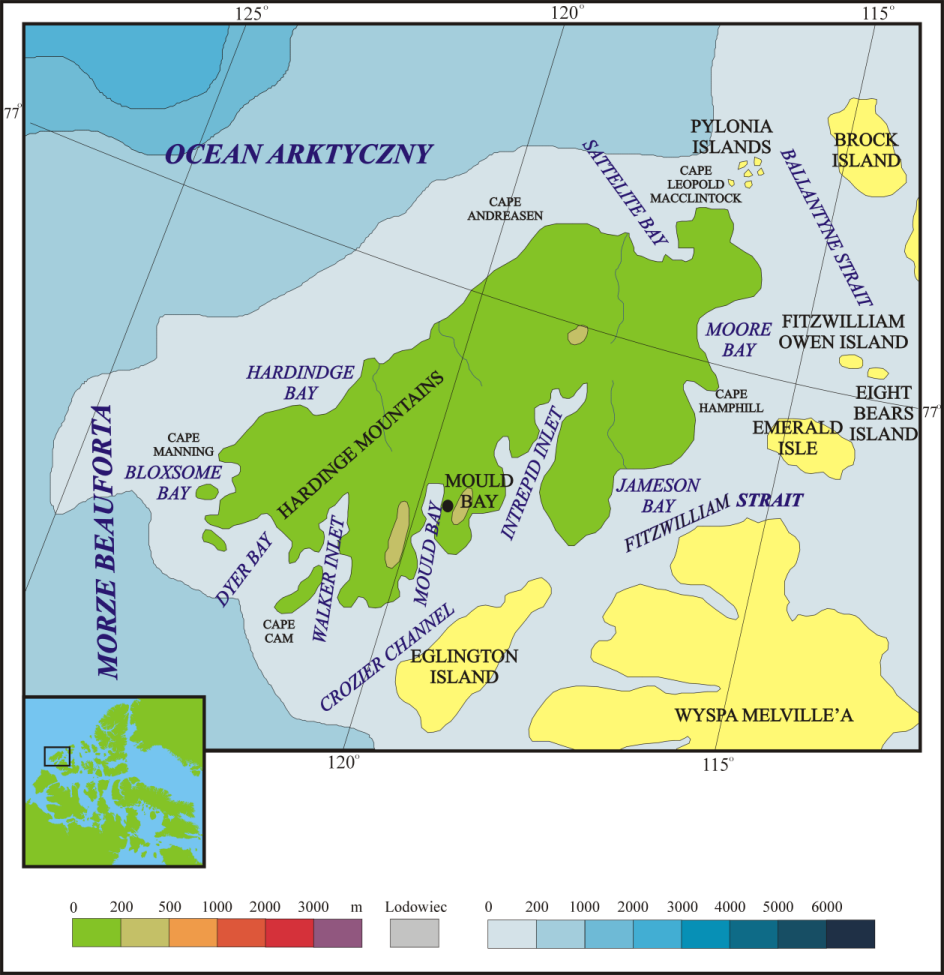
Wyspa Księcia Patryka

Tę samą nazwę nosiła, działająca w latach 1962–97 kanadyjska stacja badawcza (Mould Bay Observatory). Była ona jedynym stałym osiedlem na tej bezludnej wyspie.